# Jens Trötschel
Jens Trötschel (* 31. März 1966) ist ein deutscher ehemaliger Fußballtorwart. 1988/89 spielte er für die Betriebssportgemeinschaft (BSG) Sachsenring Zwickau in der DDR-Oberliga, der höchsten Liga im DDR-Fußball.

## Sportliche Laufbahn
Zur Saison 1985/86 wurde der 19-jährige Torwart Jens Trötschel in den Kader des zweitklassigen DDR-Ligisten BSG Aktivist „Schwarze Pumpe“ Hoyerswerda aufgenommen, nachdem er zuvor schon mit der 2. Mannschaft in der drittklassigen Bezirksliga gespielt hatte. Zunächst nur als dritter Torwart vorgesehen, kam Trötschel erst am 10. Spieltag zu seinem ersten Einsatz, nachdem sich der bisherige Stammtorhüter Uwe Zimmermann verletzt hatte. Bis zum 17. Spieltag wechselte sich Trötschel mit Torwart Nr. 2 Ralf Hellpoldt in der Vertretung Zimmermanns ab, vom 25. Spieltag an übernahm Trötschel erneut für den Rest der Saison das Tor in Hoyerswerda. Er kam damit in den 34 ausgetragenen Ligaspielen 16-mal zum Einsatz. In der Spielzeit 1986/87 hatte sich der 1,88 m große Trötschel mit dem ein Jahr jüngeren neuen Torwart Mario Schmeckel auseinanderzusetzen. Dieser löste Trötschel, der zuvor bis zum 21. Spieltag alle Punktspiele bestritten hatte, für den Rest der Saison ab. Erst am letzten Spieltag kehrte Trötschel noch einmal in das Tor der BSG Aktivist zurück. 
Mit Beginn der Spielzeit 1987/88 spielte Trötschel für den ehemaligen Oberligisten Sachsenring Zwickau, der schon seit 1986 ebenfalls in der DDR-Liga spielte. Er war als Nachfolger des bei Zwickau abgewanderten Stammtorwarts Wolfgang Benkert vorgesehen. In dieser Saison gelang den Zwickauern die Rückkehr in die Oberliga, wobei Trötschel in allen 34 Ligaspielen im Tor stand. In der Oberligasaison 1988/89 war Trötschel zunächst auch wieder die Nummer eins im Tor der BSG Sachsenring und bestritt alle dreizehn Oberligaspiele der Hinrunde. Danach kam er nicht mehr zum Einsatz, und Sachsenring Zwickau stieg nach nur einem Jahr wieder in die DDR-Liga ab. Trötschel wurde für die DDR-Liga-Saison 1989/90 zwar wieder als Torwart der 1. Mannschaft nominiert, wurde jedoch in den Punktspielen nicht mehr aufgeboten. Eine Knieverletzung zwang ihn, seine Laufbahn im höheren Ligenbereich zu beenden. 
Nach der Wende von 1989 ließ sich Trötschel in Südwestdeutschland nieder, wo er zunächst beim unterklassigen SV Distelhausen als Torwarttrainer tätig war. Von 1993 bis 1997 war er beim FV Lauda in der Oberliga Baden-Württemberg wieder als Torwart aktiv. Von 1997 bis 2004 war er bei FV Lauda wieder Torwarttrainer.